# Perditorulus dimidiatus
Perditorulus dimidiatus är en stekelart som beskrevs av Christer Hansson 2004. Perditorulus dimidiatus ingår i släktet Perditorulus och familjen finglanssteklar.
Artens utbredningsområde är:
- Colombia.
- Costa Rica.

Inga underarter finns listade i Catalogue of Life.